# Thomas Foster (Musikproduzent)

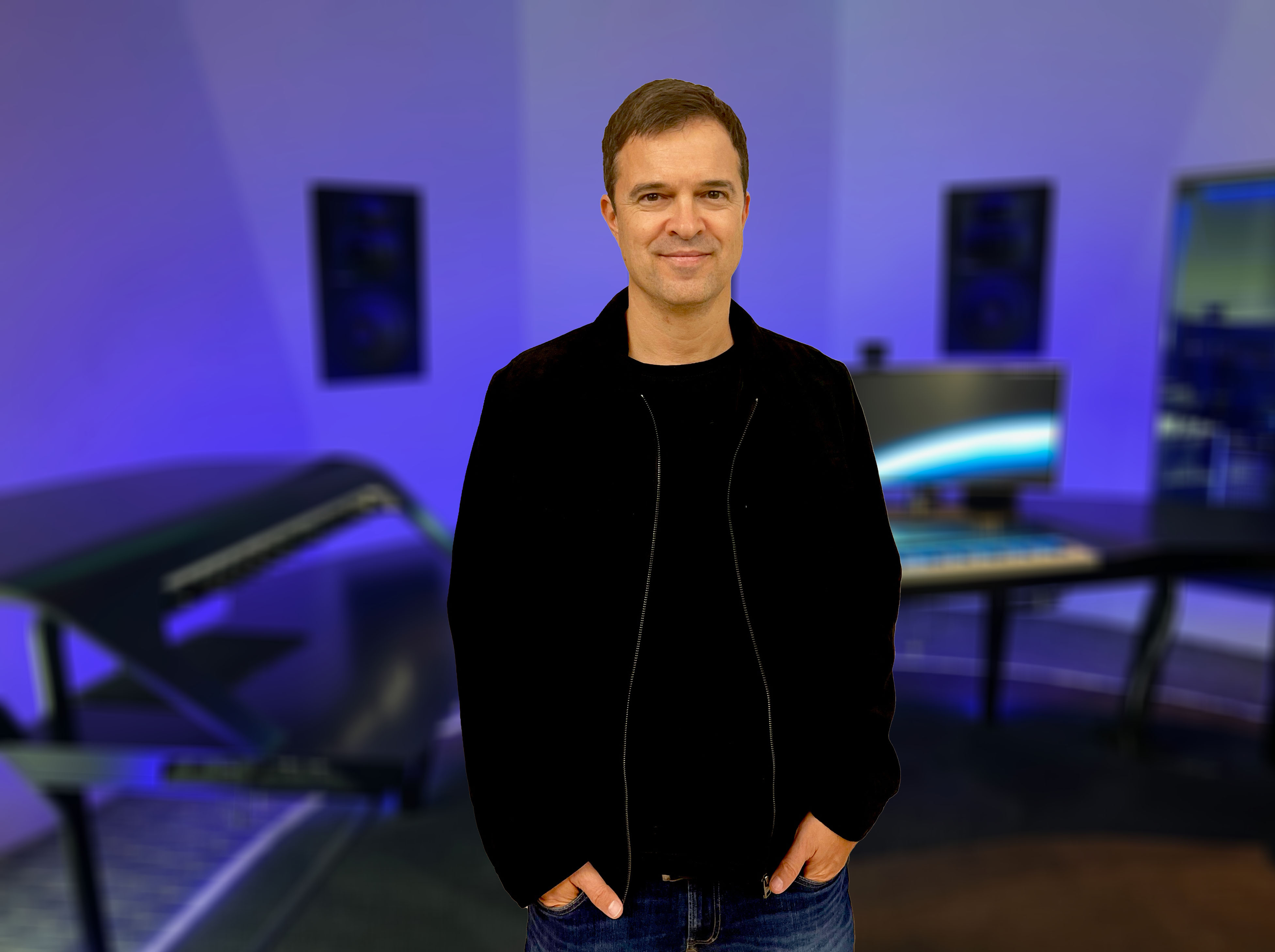
Thomas Foster

Thomas Foster (* 20. April 1969 in Salzburg) ist ein österreichischer Musikproduzent, Komponist, YouTube- und Buchautor. Gemeinsam mit seinem Partner Peter Kent ist er Gründer der Produktionsfirma Foster Kent, die für die Erstellung von Opener-Musik der TV-Sendung "RTL Aktuell" sowie der Jingles zahlreicher Radiostationen weltweit verantwortlich ist.

## Leben
Thomas Foster begann mit sechs Jahren Klavier zu spielen. Im Alter von sieben Jahren gründete er zusammen mit seinem heutigen Partner Peter Kent seine erste Band. Mit 16 Jahren begann er ein Kompositionsstudium am Mozarteum in Salzburg.
Die Produktionsfirma Foster Kent produzierte die akustische Verpackung für über 100 TV- und Radiostationen weltweit, darunter:
- RTL Aktuell: Opener-Musik der Nachrichtensendung „RTL Aktuell“

- NewsNation (USA): Jingles und Opener der Nachrichtensendungen

- 1010 WINS (New York, USA): mit Orchester eingespielter Nachrichten-Opener

Zu ihren weiteren Kunden zählen Sender wie SWR3, WDR 2, Radio Be one (Belgien), Hamburg TV, Hitradio RTL, Radio Hamburg, You FM (HR), HR 4, Hitradio FFH, Bayern 3, Jump (MDR), Spreeradio, Radio 7, Bayern 1, Sputnik (MDR), Antenne Brandenburg (RBB), NDR 2, NDR 90,3, NDR 1 Welle Nord, NDR 1 Radio MV, [NDR Info], N-Joy, Radio Ton, Gong 96,3, Kiss FM, Ö3, DRS 3, Figaro (MDR), RTL Radio, ORF 1 und ORF 2;
Als Musiker und Produzent arbeitete Foster auch mit anderen Künstlern zusammen. In Kooperation mit DJ Christian Hornbostel und Peter Kent entstanden Anfang der 2000er-Jahre Remixe für Satoshi Tomiie sowie Produktionen wie „Into Your Mind“ und „Back to the Music“.
Darüber hinaus betreibt Foster den YouTube-Kanal und Podcast „Thomas Foster Musikproduktion“, auf dem er Video-Tutorials veröffentlicht, die zahlreiche Musikinteressierte und junge Talente inspirieren, selbst Musik zu produzieren. Sein erstes Buch „EDM komponieren“ wurde 2020 auf Amazon veröffentlicht.
Unter seinem Namen veröffentlicht Foster zahlreiche Songs im Bereich EDM und Chill Out. Zwei seiner Tracks, „Overload“ und „Zombie“, erreichten Platz 1 der deutschen Dance-Charts. 2024 steigerte er seine monatlichen Hörer auf Spotify innerhalb von zwölf Monaten von 250 auf über 100.000.
Sein drittes Buch, „Künstliche Intelligenz in der Musik- und Audio-Produktion“, erscheint auch beim englischen Verlag Taylor & Francis.